# Loretto (Tennessee)
Loretto è un comune degli Stati Uniti d'America, situato nello Stato del Tennessee, nella Contea di Lawrence.